# Estació de trens d'Oetrange
L'Estació de trens d'Oetrange (en luxemburguès: Gare Éiter; en francès:  Gare d'Oetrange, en alemany:  Bahnhof Oetringen) és una estació de trens que es troba a Oetrange al sud de Luxemburg. La companyia estatal propietària és Chemins de Fer Luxembourgeois. L'estació està situada en el ramal ferroviari de la línia 30 CFL, que connecta la ciutat de Luxemburg amb l'est del país i amb Trèveris.

## Servei
Oetrange rep els serveis ferroviaris pels trens de Regionalbahn (RB) amb relació a la línia 30 CFL entre Ciutat de Luxemburg i Wasserbillig.